# Nagyszebeni nemzetközi repülőtér
A nagyszebeni nemzetközi repülőtér (románul Aeroportul Internaţional Sibiu) Nagyszeben repülőtere, amely a várostól 3 kilométerre nyugatra található Kistorony határában.

## Története
1943 óta működik, akkor még füves területen. Első évben Bukarest – Nagyszeben – Nagyvárad útvonalon repültek a LARES ((Liniile Aeriene Române Exploatate de Stat)) tulajdonában álló gépek, 1944-ben pedig Brassó, Bukarest, Déva, Nagyvárad és Marosvásárhely felé indítottak polgári járatokat. A repülőtér épületét 1959-ben adták át, 1970-ben pedig modernizálták a repülőteret, lebetonozták és kiszélesítették a kifutópályát. 1975-ben állt üzembe a radarállomás. 1992 óta nemzetközi repülőtérként működik. 2007-ben nagyszabású korszerűsítés kezdődött.

## Légitársaságok és úticélok
2017-ben az alábbi légitársaságok működtettek járatokat:
| Társaság           | Úticél                                                               | Megjegyzés              |
| ------------------ | -------------------------------------------------------------------- | ----------------------- |
| Air Bucharest      | Antalya                                                              | szezonális charterjárat |
| Austrian Airlines  | Bécs                                                                 |                         |
| Blue Air           | Stuttgart                                                            |                         |
| Lufthansa Regional | München                                                              |                         |
| TAROM              | München                                                              |                         |
| Wizz Air           | Dortmund, London–Luton, Madrid, Memmingen, Milánó-Malpensa, Nürnberg |                         |

## Forgalom
| Év   | Utasok száma |
| ---- | ------------ |
| 2005 | 45 494       |
| 2006 | 63 618       |
| 2007 | 105 654      |
| 2008 | 141 012      |
| 2009 | 154 161      |
| 2010 | 198 752      |
| 2011 | 189 750      |
| 2012 | 205 954      |
| 2013 | 222 780      |
| 2014 | 250 400      |
| 2015 | 276 533      |
| 2016 | 390 688      |

Az utasforgalom az elmúlt években az alábbi módon változott:
| Utasok száma | 141 032 | 198 753 | 176 503 | 189 152 | 276 533 | 503 906 | 729 160 | 226 126 | 621 514 | 573 918 |
|              | 2008    | 2010    | 2012    | 2013    | 2015    | 2017    | 2019    | 2020    | 2022    | 2024    |